# Bornes de Aguiar
Bornes de Aguiar ist eine Gemeinde (Freguesia) im portugiesischen Kreis (Concelho) von Vila Pouca de Aguiar. In ihr leben 1933 Einwohner (Stand 19. April 2021).

## Geschichte
Dolmen belegen die Besiedlung bis in vorgeschichtliche Zeiten. Auch die hier siedelnden Römer hinterließen Spuren, vor allem die Wasserversorgungsanlagen für ihre verschiedenen Erzminen in der Region. Der heutige Ort wurde erstmals im Jahr 1220 erwähnt. Bornes gehörte zum Kreis von Aguiar da Pena, bis es dem Anfang des 19. Jahrhunderts neugegründeten Kreis von Vila Pouca de Aguiar angegliedert wurde. Als eigenständige Gemeinde ist es jedoch durch die Jahrhunderte bis heute unverändert geblieben.

## Kultur und Sehenswürdigkeiten
Zu besichtigen sind Ausgrabungen des römischen Wasserversorgungssystems, die den antiken Goldminen im Bergwerksareal Tresminas dienten, insbesondere ein Wassertunnel und zwei Staubecken. Weitere Baudenkmäler der Gemeinde sind historische öffentliche Gebäude, darunter der Bahnhof, und Sakralbauten, neben verschiedenen Kapellen auch die romanische Gemeindekirche Igreja Paroquial de Bornes de Aguiar (auch Igreja de São Martinho) aus dem 14. Jahrhundert, die im Inneren u. a. manieristische und barocke Altarretabel aus vergoldetem Holz (Talha dourada) zeigt.
Pedras Salgadas ist der bedeutendste Ort der Gemeinde, und für sein Thermalbad überregional bekannt. Das hier abgefüllte Mineralwasser gleichen Namens wird landesweit und international vertrieben.

## Verwaltung
Bornes de Aguiar ist Sitz einer gleichnamigen Gemeinde (Freguesia), deren Verwaltung (Junta de Freguesia) jedoch im bedeutendsten Ort der Gemeinde liegt, in Pedras Salgadas. Die Nachbargemeinden sind Tresminas, Padrela, Sabroso, Vreia de Bornes, Bragado, Pensalvos und Vila Pouca de Aguiar.
Folgende Ortschaften gehören zur Gemeinde:
- Balugas
- Bornes de Aguiar
- Lagoa
- Lagobom
- Pedras Salgadas
- Rebordochão
- Tinhela de Baixo
- Tinhela de Cima
- Vila Meã